# Јангстаун (Њујорк)
Јангстаун (енгл. Youngstown) град је у америчкој савезној држави Њујорк.

## Демографија
По попису из 2010. године број становника је 1.935, што је 22 (-1,1%) становника мање него 2000. године.
| Група             | 2000.         | 2010.         |
| Белци             | 1.916 (97,9%) | 1.866 (96,4%) |
| Афроамериканци    | 0 (0,0%)      | 7 (0,4%)      |
| Азијати           | 0 (0,0%)      | 5 (0,3%)      |
| Хиспаноамериканци | 15 (0,8%)     | 32 (1,7%)     |
| Укупно            | 1.957         | 1.935         |